# Kaluga
Kaluga (en ruso: Калу́га) es una ciudad y puerto fluvial a orillas del río Oká, en el oeste de Rusia. Capital de la óblast de Kaluga, es un centro manufacturero bien comunicado mediante varias líneas férreas. Cuenta con industrias del sector de la fundición, fábricas de ladrillos, y también hay industrias madereras y de maquinaria. En el siglo XIV, fecha de los primeros testimonios de la historia de la ciudad, la ciudad era una fortaleza en la frontera.
En 2021, el ókrug urbano de Kaluga tenía una población de 358 960 habitantes, de los que 333 954 vivían en la propia ciudad y el resto repartidos en 72 pedanías.

## Historia

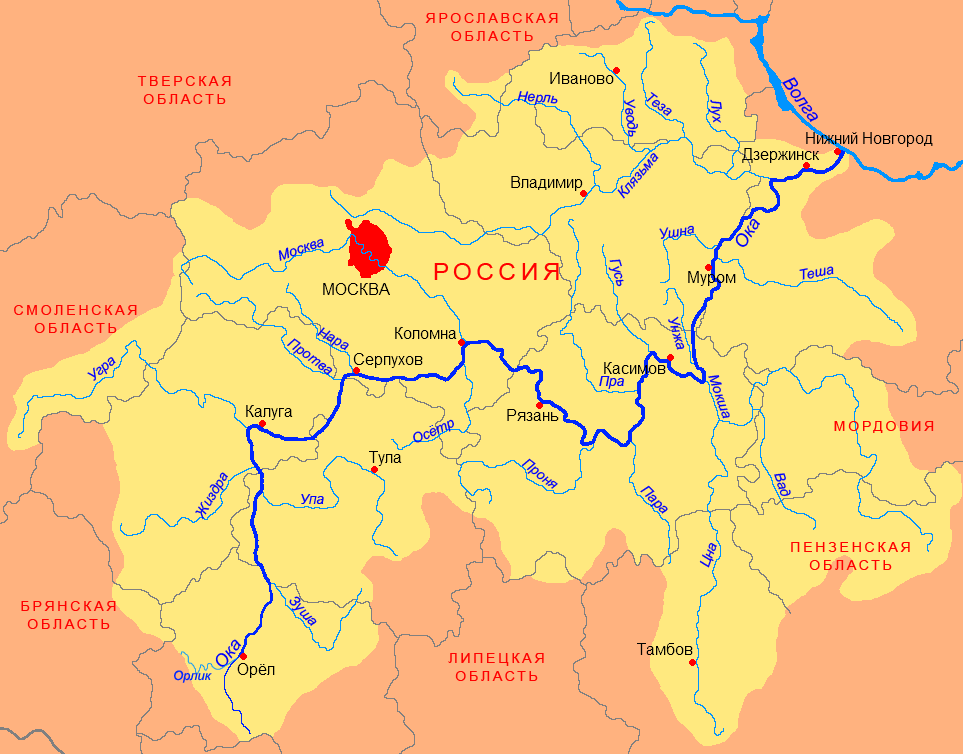
El río Oká —afluente del Volga— pasa, en su curso alto, por Kaluga (Калу́га)

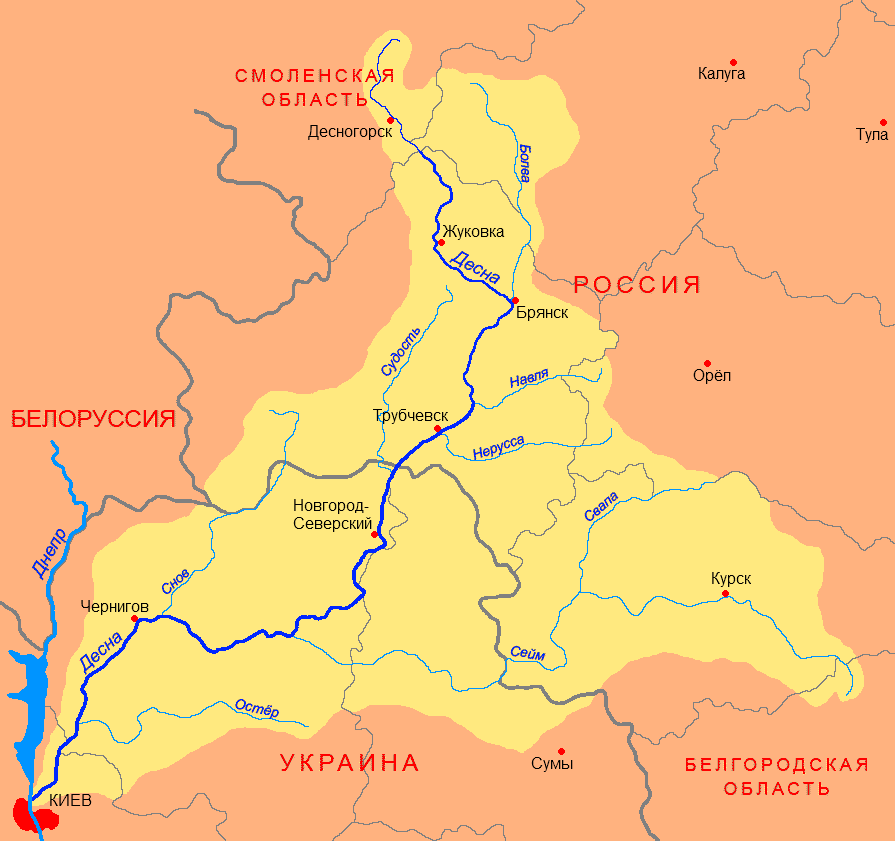
Mapa en ruso del río Desná en el que aparece Kaluga (Калу́га) arriba a la derecha

Kaluga fue fundada a mediados del siglo XIV como fortaleza fronteriza en la frontera suroeste del Gran Ducado de Moscú. En un principio, la ciudad fue llamada Koluga. En la Edad Media, Kaluga fue un asentamiento de los Príncipes Vorotynski. El hogar ancestral de estos príncipes se encuentra al suroeste de la ciudad.
Kaluga está conectada a Moscú por una línea de ferrocarril y la antigua carretera, la carretera de Kaluga, actualmente denominada en Moscú como Starokalúzhskoye shossé. Este camino fue la ruta de escape favorito de Napoleón, durante la trampa de Moscú, en el otoño de 1812.
En varias ocasiones durante el Imperio Ruso, Kaluga fue la residencia de los exiliados políticos y prisioneros.
Kaluga fue ocupada brevemente por el ejército alemán en la Operación Barbarroja durante la batalla culminante de Moscú. Fue ocupada desde el 12 de octubre de 1941 hasta el 4 de enero de 1942.

## Administración
Kaluga es el centro administrativo de la óblast de Kaluga. Dentro de la óblast, no pertenece a ninguno de sus 24 raiones, sino que su término municipal forma una unidad directamente subordinada a la óblast, bajo la forma jurídica de ókrug urbano. Este territorio, definido en 2004, se ubica entre los raiones de Dzerzhinski, Maloyaroslávets, Férzikovo, Peremyshl y Babýnino. El ókrug urbano se divide en la ciudad de Kaluga (subdividida a su vez en tres distritos urbanos, de algo más de cien mil habitantes cada uno: Leninski, Moskovski y Oktiabrski) y 72 localidades rurales constituidas como pedanías.

## Economía
En los últimos años Kaluga se ha convertido en uno de los centros de la industria automotriz de Rusia, con un número de empresas extranjeras que abren las plantas de ensamblaje en la zona.
El 28 de noviembre de 2007, Volkswagen Group inauguró una nueva planta de montaje en Kaluga, con nuevos planes de expansión previstos para ser completados por, o durante, 2009. La inversión ha llegado a más de 500 millones de euros. La planta actualmente monta el Volkswagen Passat y Skoda Octavia. Planificación de la capacidad anual de 2009: hasta 150 000 vehículos.
El 15 de octubre de 2007, el Grupo Volvo comenzó la construcción de una nueva planta de montaje de camiones, que se inauguró el 19 de enero de 2009. La planta tiene una capacidad de producción anual de 10 000 camiones Volvo y 5000 camiones Renault.
El 12 de diciembre de 2007, PSA Peugeot Citroën anunció su decisión de construir una nueva planta de montaje en Kaluga. En marzo de 2010, la planta ya estaba en funcionamiento, produciendo el Peugeot 308 para el mercado ruso además de modelos para Peugeot y Mitsubishi.

## Transporte
La ciudad es servida por el Aeropuerto Grábtsevo. Desde 1899, existe una conexión ferroviaria entre Kaluga y Moscú.
El transporte público está representado por los trolebuses, autobuses y marshrutkas.

## Clima
Kaluga tiene un clima continental; húmedo y templado, con veranos cálidos y húmedos, e inviernos largos, fríos y con nieve.
| Parámetros climáticos promedio de Kaluga, Rusia (normales 1961–1990) | Parámetros climáticos promedio de Kaluga, Rusia (normales 1961–1990) | Parámetros climáticos promedio de Kaluga, Rusia (normales 1961–1990) | Parámetros climáticos promedio de Kaluga, Rusia (normales 1961–1990) | Parámetros climáticos promedio de Kaluga, Rusia (normales 1961–1990) | Parámetros climáticos promedio de Kaluga, Rusia (normales 1961–1990) | Parámetros climáticos promedio de Kaluga, Rusia (normales 1961–1990) | Parámetros climáticos promedio de Kaluga, Rusia (normales 1961–1990) | Parámetros climáticos promedio de Kaluga, Rusia (normales 1961–1990) | Parámetros climáticos promedio de Kaluga, Rusia (normales 1961–1990) | Parámetros climáticos promedio de Kaluga, Rusia (normales 1961–1990) | Parámetros climáticos promedio de Kaluga, Rusia (normales 1961–1990) | Parámetros climáticos promedio de Kaluga, Rusia (normales 1961–1990) | Parámetros climáticos promedio de Kaluga, Rusia (normales 1961–1990) |
| Mes                                                                  | Ene.                                                                 | Feb.                                                                 | Mar.                                                                 | Abr.                                                                 | May.                                                                 | Jun.                                                                 | Jul.                                                                 | Ago.                                                                 | Sep.                                                                 | Oct.                                                                 | Nov.                                                                 | Dic.                                                                 | Anual                                                                |
| -------------------------------------------------------------------- | -------------------------------------------------------------------- | -------------------------------------------------------------------- | -------------------------------------------------------------------- | -------------------------------------------------------------------- | -------------------------------------------------------------------- | -------------------------------------------------------------------- | -------------------------------------------------------------------- | -------------------------------------------------------------------- | -------------------------------------------------------------------- | -------------------------------------------------------------------- | -------------------------------------------------------------------- | -------------------------------------------------------------------- | -------------------------------------------------------------------- |
| Temp. máx. media (°C)                                                | -6.6                                                                 | -5.0                                                                 | 0.4                                                                  | 10.3                                                                 | 18.7                                                                 | 21.5                                                                 | 23.0                                                                 | 21.9                                                                 | 15.7                                                                 | 9.0                                                                  | 0.7                                                                  | -3.7                                                                 | 7.2                                                                  |
| Temp. media (°C)                                                     | -10.1                                                                | -9.0                                                                 | -3.5                                                                 | 5.7                                                                  | 12.7                                                                 | 15.8                                                                 | 17.5                                                                 | 16.3                                                                 | 10.9                                                                 | 5.4                                                                  | -1.9                                                                 | -6.6                                                                 | 4.4                                                                  |
| Temp. mín. media (°C)                                                | -13.5                                                                | -12.9                                                                | -7.4                                                                 | 1.0                                                                  | 6.7                                                                  | 10.1                                                                 | 12.0                                                                 | 10.7                                                                 | 6.1                                                                  | 1.8                                                                  | -4.5                                                                 | -9.5                                                                 | 0.1                                                                  |
| Precipitación total (mm)                                             | 39                                                                   | 33                                                                   | 35                                                                   | 39                                                                   | 43                                                                   | 77                                                                   | 80                                                                   | 71                                                                   | 55                                                                   | 50                                                                   | 53                                                                   | 55                                                                   | 630                                                                  |
| Fuente: www.meteoinfo.ru                                             |                                                                      |                                                                      |                                                                      |                                                                      |                                                                      |                                                                      |                                                                      |                                                                      |                                                                      |                                                                      |                                                                      |                                                                      |                                                                      |

## Ciudadanos famosos
- El físico ruso Konstantín Tsiolkovski residió en Kaluga y ahí realizó sus más importantes investigaciones.
- El militar soviético Gueorgui Zhúkov nació en la gubérniya de Kaluga, donde estudió en Belichkovo, y llegó a ser uno de los personajes más destacados de la historia del Estado Mayor Soviético.
- El revolucionario ruso Stepán Maxímovich Petrichenko, jefe de la rebelión de Kronstadt y posterior espía de la OGPU.

### Nacidos en Kaluga
- Aleksandr Amfiteátrov, historiador y escritor
- Mikola Azárov, político ucraniano
- Nikolái Glebov-Avílov, político comunista ruso, bolchevique
- Aleksandr Grechanínov, compositor ruso
- Galina Poryváyeva, piragüista